# Арнштат
Арнштат (њем. Arnstadt) град је у њемачкој савезној држави Тирингија. Једно је од 44 општинска средишта округа Илм. Према процјени из 2010. у граду је живјело 25.092 становника. Посједује регионалну шифру (AGS) 16070004. Mecto се први пут помиње у 704. године. Тим Арнштадт је најстарији град у Тирингији.

## Географски и демографски подаци
Арнштат се налази у савезној држави Тирингија у округу Илм. Град се налази на надморској висини од 288 метара. Површина општине износи 55,3 km². У самом граду је, према процјени из 2010. године, живјело 25.092 становника. Просјечна густина становништва износи 454 становника/km².

## Међународна сарадња
| Мјесто | Држава    | Врста сарадње | Од    |
| ------ | --------- | ------------- | ----- |
|        | Француска | партнерство   | 1994. |
|        | Чешка     | пријатељство  | 1994. |
| Извор  |           |               |       |